# 井戸氏
井戸氏（いどし）は、大和国の土豪。

## 概要
『寛政重修諸家譜』においては藤原宇合（藤原式家始祖）の流れを汲む藤原忠文の後裔であると称されている。戦国時代より筒井氏の一族として大和国の国人衆として捉えられるようになった。1429年、豊田氏・越智氏との対立に端を発した大和永享の乱を起こすが、その後は越智氏らへ与し、1493年（明応2年）、明応の政変で上洛を果たした大和国衆の中に井戸氏の姿もあった。
井戸良弘の時代には筒井氏の有力な与力として井戸城を任され、1570年松永久秀に破壊されるまで井戸氏の重要な拠点となった。
筒井氏没落後もその麾下に属し、筒井氏の伊賀国転封後は伊賀へと赴いた。文禄・慶長の役や関ヶ原の戦いで武勲をあげ、伊賀一国を安堵されるが、1608年（慶長13年）所領没収の処分を受ける。その後、大坂の陣で武功を挙げたため旗本として家柄を存続させている。

## 一族
- 井戸良弘 - 戦国時代から江戸時代初期にかけての武将。
- 井戸宇右衛門 - 安土桃山時代の武将。斎藤氏、森氏の家臣。
- 井戸覚弘 (戦国時代) - 戦国時代から江戸時代にかけての武将。井戸良弘の子。江戸幕府旗本。
- 井戸良弘 - 同名の子孫。江戸幕府旗本。徳川綱吉の頃に勘定奉行をつとめた。
- 井戸覚弘 - 同名の子孫。江戸幕府旗本。幕末の長崎奉行や江戸北町奉行を歴任。対外国交渉に従事。